# Психотерапия
Психотерапията е методично прилагане на определени психологически техники за възстановяване главно на психичното равновесие на личността.
Психотерапията е метод за работа с пациенти/клиенти, който цели да им помогне да модифицират, променят или отслабят действието на фактори, пречещи на житейската им ефективност. За тази цел се използва взаимодействието между пациента/клиента и психотерапевта. Кои методи ще се приложат зависи от проблематиката, представяните симптоми и трудности, както и от следваната от терапевтът теория.
Полето на психотерапията е много обширно, като се започне от характерологичните разстройства и неврозите и се стигне до психосоматичните заболявания и дори до психозите. Всички психотерапевтични методи (морална подкрепа, внушение, рехабилитация, психоанализа), основаващи се на общуването, установено между терапевта и пациента, преследват идентични цели – личностно развитие и по-добро интегриране в обществото. Според начина на действие се различават три големи категории психотерапии: психотерапии, основани на внушение (убеждаване, морално напътствие); психотерапии почиващи на катарзис (извикване в съзнанието на изтласкани чувства под въздействие на хипноза или субнаркоза); психотерапии, позволяващи на пациента да промени личността си като анализира дълбоките си конфликти като интегрира в съзнанието си несъзнавани афекти и като променя своите защитни механизми.
Типичният представител на дълбинните психотерапии е психоанализата, запазена за някои специфични случаи. Психотерапията разчита на доверието на болния към лечението и към личността на терапевта, на връзката на взаимно разбиране, която се установява между тях и благодарение на която пациентът може да изразява проблемите си свободно, без да се бои от осъждане, да освобождава (във вербален план) нагоните си и да поставя под съмнение образа, който си е изградил за себе си. В така създаденото междуличностно отношение субектът се научава да променя нагласите по отношение на себе си и на външния свят, да се приспособява по-добре към действителността. Методите, които се използват в психотерапията, трябва да бъдат адаптирани към всеки индивидуален случай: някои хора се нуждаят от насърчение, други – от рехабилитация или психоанализа. Следователно, преди да се предприеме лечение от този род, е необходимо точно познаване на всеки болен. Най-добри резултати се получават с пациенти, който желаят да оздравеят, сътрудничат на лечението, достатъчно интелигентни са, за да разберат анализираните психологически механизми и не извличат от болестта твърде значителни печалби. При децата психотерапията почива главно върху експресивните техники като рисуване, моделиране, марионетки.

## Етимология
„Психотерапия“ идва от древногръцките думи ψυχή (психи), означаваща дъх, дух или душа и θεραπεία (терапея), лечение. Нейната употреба за първи път е отбелязана около 1890. Дефинира се като облекчаване на страданието или увреждането на един човек от друг, използвайки подход, основан на конкретна теория или парадигма и терапевта и човекът извършващ терапията има няколко форми на обучение за постигането на целта. Това са тези две точки, които разделят психотерапията от другите форми на консултиране или загриженост.

## Психотерапевтични системи
Съществуват няколко основни системи на психотерапията.

### Психоаналитична
Първата практика, която е наречена психотерапия. Тя окуражава вербализирането на всички мисли на пациента, включително свободни асоциации, фантазии и сънища, от които аналитика формулира природата на несъзнаваните конфликти, които предизвикват симптомите на пациента и характеровите проблеми.

### Когнитивно-поведенческа
Основно търси, чрез различни методи да идентифицира и поправи маладаптивните когниции, оценки, убеждения и реакция с цел повлияване върху разрушителните, негативни емоции и проблемно дисфункционално поведение.

### Психодинамична терапия
Форма на дълбинна психология, основният фокус на която е разкриването на несъзнателното съдържание на психиката на клиента, за да облекчи психичното напрежение. Макар да има корените си в психоанализата, психодинамичната терапия претендира да е по-краткотрайна и по-малко интензивна от традиционната психоанализа.

### Екзистенциална терапия
Базирана е на екзистенциалното убеждение, че човешките същества са самотни в света. Тази самота води до чувства на безсмисленост, които могат да бъдат преодолени само чрез създаването на собствени ценности и смисъл.

### Хуманистична
Възникнала като реакция на бихевиоризма и психоанализата и поради това позната като третата сила в развитието на психологията. Тя е изцяло заета с човешкия контекст в развитието на индивида с ударение на субективния смисъл, отхвърляне на детерминизма и загриженост за положителния растеж по-скоро, отколкото с патологията. Тя приема вътрешноприсъщ човешки капацитет за максимизиране на потенциала тенденцията „самоактуализация“. Задачата на хуманистичната терапия е да създаде естествена среда, където тази тенденция може да разцъфти.

### Краткотрайна
„Краткотрайната терапия“ е термин за широк кръг от подходи в психотерапията. Различава се от психотерапевтични методи в наблягането на (1) фокусиране върху специфичен проблем и (2) директна интервенция. Тя е по-скоро насочена към решението, отколкото проблемо-центрирана терапия. Занимава се малко с това как е възникнал проблемът за разлика от сегашните фактори, които го съставят и предотвратяване на промяната.

### Системна
Обръща вниманието на хората не на ниво индивид, какъвто често е фокусът на другите форми на терапия, а към хората в техните взаимоотношения. Занимава се с взаимодействията в групите, техните модели и динамика (включително и фамилна терапия и брачно консултиране).

### Трансперсонална
Обръща клиентите в контекста на духовното разбиране на съзнанието.
Освен споменатите, могат да се разграничат още много и различни подходи, методи и стилове в психотерапията (само през периода от 1890 г. до 1980 г. те са над 250, а след 1996 вече са повече от 450.). Много терапевти използват няколко подхода в зависимост от нуждите на клиентите си.
Най-важното, което следва да се има предвид от лицата, които са решили да се обърнат към услугите на психотерапията, е че независимо от техните първоначални впечатления (понякога противоречиви) тя винаги има ефект. А когато той се различава от очакванията, винаги може да се анализират причините, както и да се промени част или целия подход към проблема. И накрая – фактът, че сте се подложили на психотерапия съвсем не ви прави „психически неустойчиви“, дори напротив – нарежда ви сред по-малкия брой хора, които признават, че имат проблем, и доказват, че търсят начини да го разрешат. След като признаеш това, останалите стъпки са много по-лесни.

### Семейни констелации
Търси решение на проблема в дълбочината на семейната история. Метод, разработен от Берт Хелингер. Бърз и ефективен. Терапията се развива в един или няколко сеанса. Прави се интервю с клиента, за да се изясни откъде би могъл да идва симптомът или проблемът. После се прави картина чрез представители или мислено, за да се илюстрира нагледно каква е скритата динамика на ниво семейна система. Хелингер го нарича „лекуване чрез картини на ниво душа“.

### Модел на вътрешните семейни системи
Доста нов метод, който разглежда пациента като съвкупност от психически част, който имат 3 основни роли: на мениджър, на пожарникар и на изгнаник. Чрез този терапевтичен модел се напомня на клиента, че има здрав център, един стабилен Аз, който може да контролира всички останали части.